# Dolina Kondratowa

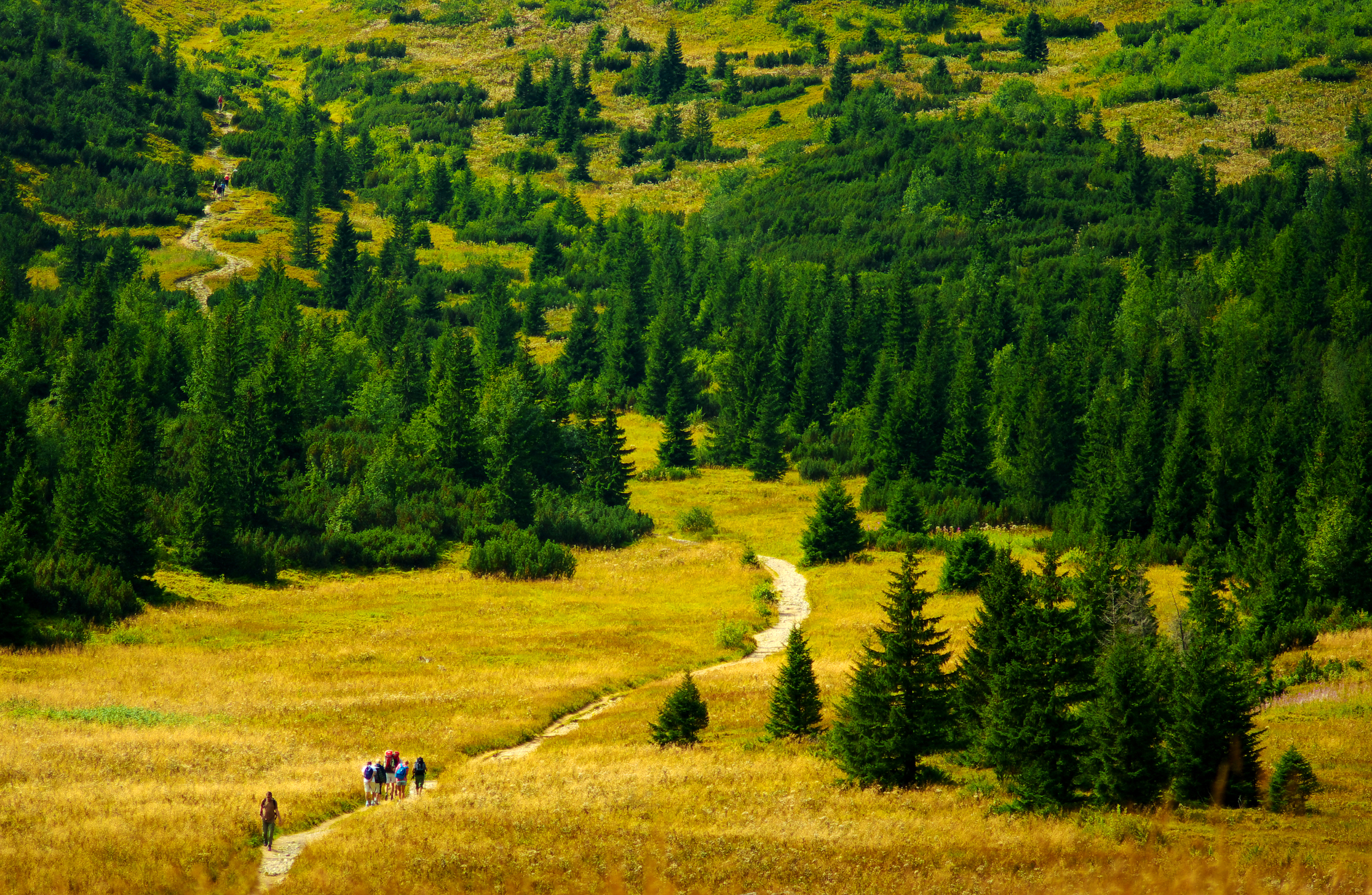
Wanderweg durchs Hochmoor

Die eiszeitlich durch Gletscher geformte Dolina Kondratowa ist ein Tal in der polnischen Westtatra in der Woiwodschaft Kleinpolen. Es befindet sich auf dem Gemeindegebiet von Zakopane im Powiat Tatrzański.

## Geographie
Das Tal ist ein südliches Seitental des Haupttals Dolina Bystrej und ist von bis zu 2005 Meter hohen Bergen umgeben, u. a. der Kopa Kondracka. Die Felswände im Tal sind aus Kalkstein und Granit.
Das Tal fällt von Süden nach Norden von ungefähr 2005 Höhenmetern auf 1150 Höhenmeter herab. Es wird vom Gebirgsfluss Kondratowy Potok durchflossen. Die Gewässer des Tals fließen zu einem großen Teil unterirdisch.
Das Tal hat zwei Seitentäler:
- Dolina Małego Szerokiego
- Dolina Sucha Kondracka

## Etymologie
Der Name lässt sich übersetzen als „Tal des Kondrat“. Der Name rührt von der Alm Hala Kondratowa.

## Flora und Fauna
Das Tal liegt oberhalb und unterhalb der Baumgrenze und wird im oberen Bereich von Bergkiefern und im unteren Bereich von Nadelwald bewachsen. Das Tal ist Rückzugsgebiet für zahlreiche Säugetiere und Vogelarten.

## Klima
Im Tal herrscht Hochgebirgsklima.

## Almwirtschaft
Vor der Errichtung des Tatra-Nationalparks im Jahr 1954 wurde das Tal für die Almwirtschaft genutzt. Danach wurden die Eigentümer der Almen enteignet bzw. zum Verkauf gezwungen. Die größte Alm im Tal war die Hala Kondratowa. Im Tal befinden sich noch alte Almhütten.

## Tourismus
Durch das Tal führen zwei Wanderwege und Skipisten.
- ▬ Droga Brata Alberta: Zakopane-Kuźnice – Kalatówki-Berghotel – Kondratowa-Hütte – Kondracka Przełęcz – Giewont
- ▬ Zakopane-Kuźnice – Kasprowy Wierch

Das Tal ist Teil des Skigebietes Kasprowy Wierch. Im Tal befinden sich zahlreiche Pisten vom Kasprowy Wierch sowie der Skilift Hala Goryczkowa, der vom Talboden auf den Gipfel führt.
Im Tal befindet sich die Kondratowa-Hütte.

## Panorama

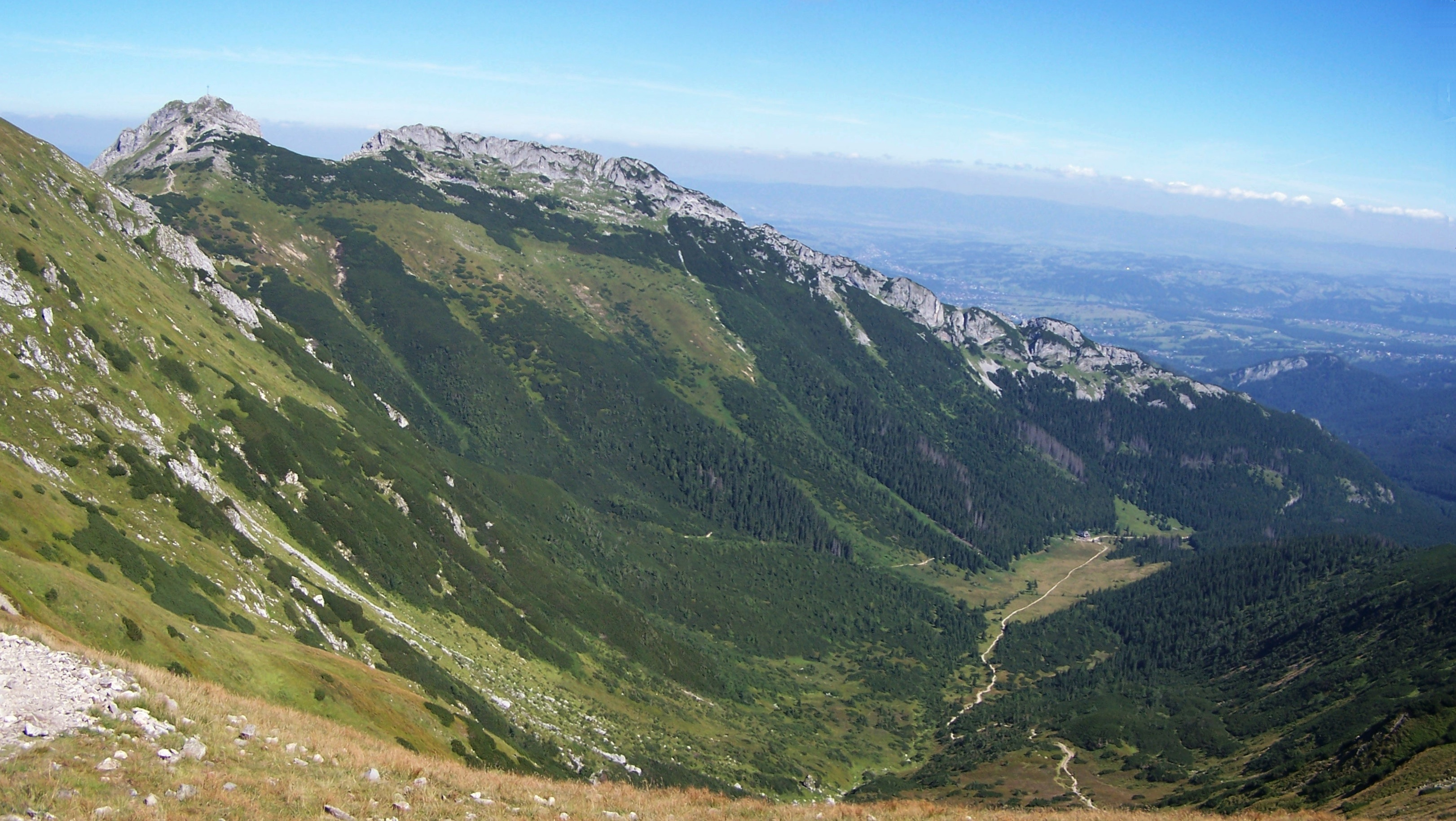
Panorama des Tals vom Hauptkamm der Tatra mit Giewont im Hintergrund